# Éric Woerth
Éric Woerth (n. Creil (Oise); 29 de enero de 1956) es un hombre político francés. Se graduó en la Universidad Panthéon-Assas, HEC París y Sciences Po.

## Trayectoria
Fue el ministro del Trabajo, de la Solidaridad y de la Función Pública y es el alcalde de Chantillí.